# 国道56号

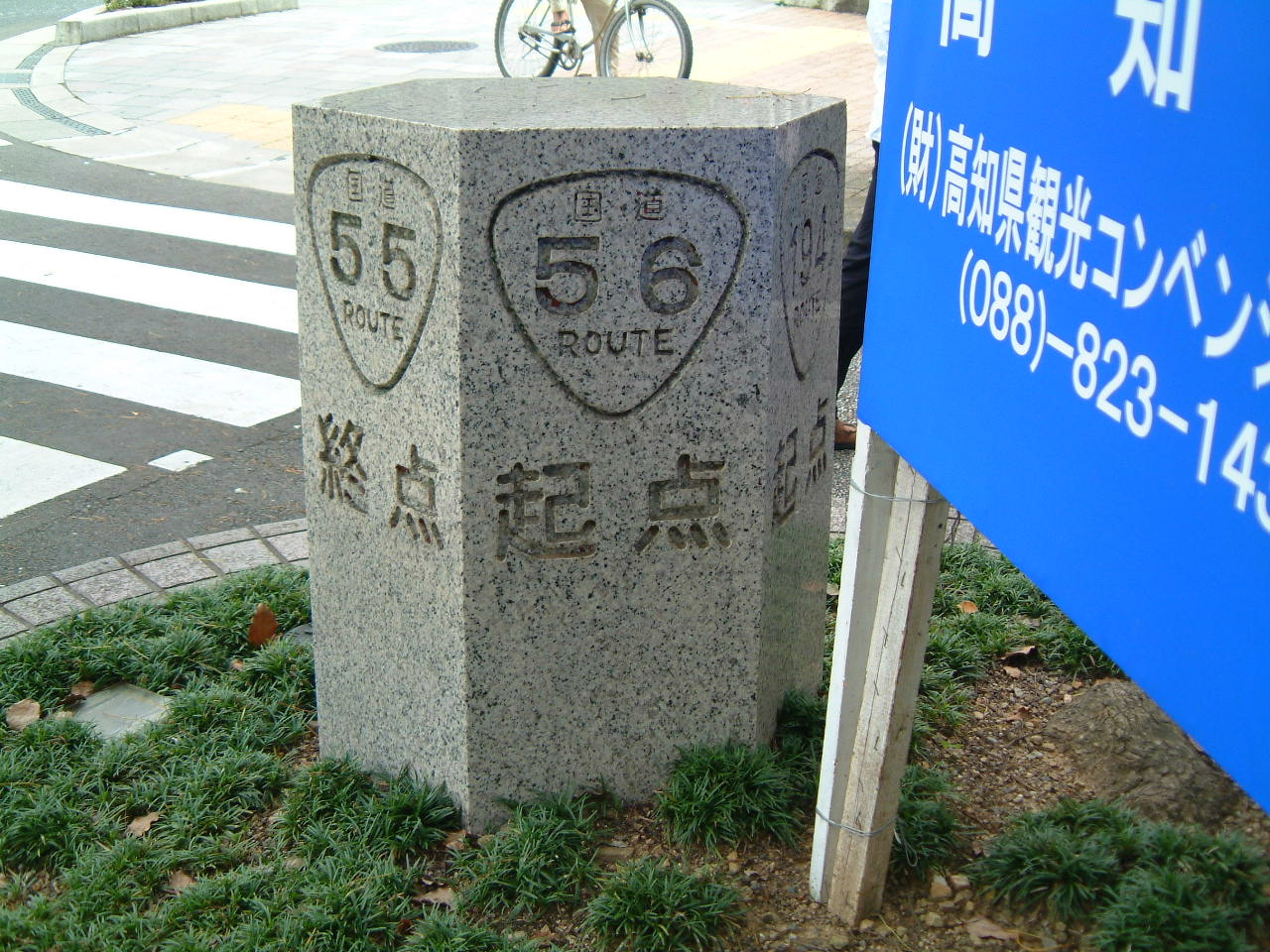
高知市 道路元標
国道56号 起点
高知県高知市 県庁前交差点

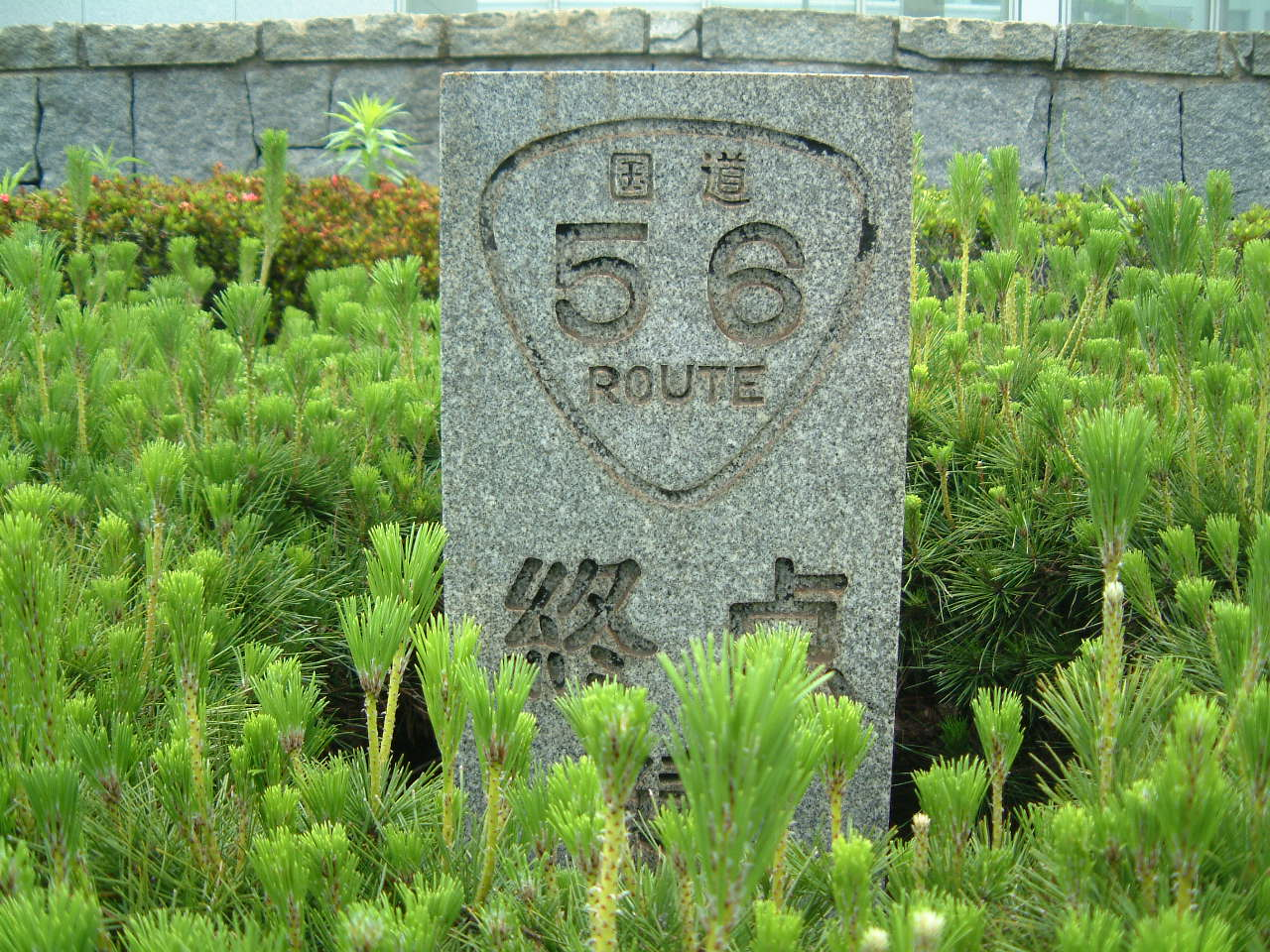
松山市 道路元標
国道56号 終点
愛媛県松山市 市役所前交差点

国道56号（こくどう56ごう）は、高知県高知市から四国地方の南西部を経由し、愛媛県松山市に至る一般国道である。

## 概要
総延長は351.6キロメートル (km) で、四国の国道では最も長い長大路線である。
四国西南地域に点在する中小都市を結んでおり、高知市 - 須崎市間、四万十市(旧中村市) - 宿毛市間、宇和島市 - 松山市間は交通量が比較的多い。一方、これらに含まれない区間は大変快適で走りやすく、沿線景観も海岸あり、台地ありと変化に富んでいる。一年を通じて見られる「お遍路さん」の歩く姿は、自然豊かな風景と調和し、南予路の風物詩である。
なお、国道56号では東南海・南海地震時発生等における被災状況等の把握のため、高知県側の高知市荒倉から県境を通って愛媛県側の大洲市北只までの区間で、ヘリコプターから視認できる対空標示（道路の起点からの距離を示すキロ程の数字）が国道路面に記されている（交差点やトンネル内などを除く）。

### 路線データ
一般国道の路線を指定する政令（昭和40年政令第58号）に基づく起終点および重要な経過地は次のとおり。
- 起点：高知市（本町五丁目144番、県庁前交差点 = 国道32号・国道55号終点、国道33号・国道194号・国道195号・国道197号・国道493号起点）
- 終点：松山市（二番町四丁目7番2、松山市役所前交差点 = 国道11号・国道33号終点、国道317号・国道379号・国道440号・国道494号起点）
- 重要な経過地：土佐市、須崎市、高知県高岡郡窪川町[注釈 3]、中村市[注釈 4]、宿毛市、宇和島市、愛媛県北宇和郡吉田町[注釈 5]、大洲市、同県喜多郡内子町、伊予市
- 総延長 : 351.6 km（愛媛県 171.2 km、高知県 180.4 km）重用延長を含む。[1][注釈 1][注釈 6]
- 重用延長 : 2.1 km（愛媛県 - km、高知県 2.1 km）[1][注釈 1]
- 未供用延長 : なし[1][注釈 1]
- 実延長 : 349.5 km（愛媛県 171.2 km、高知県 178.3 km）[1][注釈 1]
  - 現道 : 291.7 km（愛媛県 146.9 km、高知県 144.8 km）[1][注釈 1]
  - 旧道 : なし[1][注釈 1]
  - 新道 : 57.8 km（愛媛県 24.4 km、高知県 33.5 km）[1][注釈 1]
- 指定区間：高知市本町五丁目144番 - 松山市二番町四丁目7番2（全線）[4]

## 歴史

### 年表
- 1953年（昭和28年）5月18日 - 二級国道197号松山高知線（愛媛県松山市 - 高知県高知市）として指定。
- 1963年（昭和38年）4月1日 - 一級国道56号（高知県高知市 - 愛媛県松山市）として197号を昇格させて指定。197号は大分市 - 大洲市に。高知県内、愛媛県内で改築事業に着手。
- 1965年（昭和40年）4月1日 - 一級二級制度廃止に伴い、一般国道56号（高知県高知市 - 愛媛県松山市）として指定。
- 1970年（昭和45年）8月20日 - 国道56号須崎市土砂崩壊落石事故、最高裁判決下る。国は敗訴。

### 工事概要
- 1963年（昭和38年）：高知県窪川町仁井田地区、改築に着手[5]。
- 1959年（昭和34年）9月12日：愛媛県一本松村の中ノ川トンネル工事現場で落盤事故が発生。7人が死亡[6]。
- 1965年（昭和40年）：高知県須崎市新荘 - 安和間 (2.8 km) 改築に着手[7]。
- 1967年（昭和42年）高知県須崎市安和：久礼地区間 (6.3 km) 改築に着手[8]。
- 1967年（昭和42年）：愛媛県大洲市北只地区改築に着手[9]。
- 1967年（昭和42年）12月23日：愛媛県北宇和郡吉田町 - 東宇和郡宇和町間（法華津地区） (5.7 km) 改築に着手[10]。
- 1967年（昭和42年）：高知県久礼坂地区 (6.502 km) 改築に着手[11]。
- 1968年（昭和43年）5月30日：高知県内、角谷坂の改築を完了[12]。
- 1969年（昭和44年）：愛媛県南宇和郡内海地区改築に着手[9]。
- 1970年（昭和45年）1月1日：高知県須崎市安和 - 久礼地区間供用開始[13]。
- 1970年（昭和45年）12月20日：高知県久礼坂地区間供用開始[11]。
焼坂トンネル966 mは、地層は、中生代白亜紀に属する砂岩・頁岩の互層で破砕帯もあり湧水が多かった。掘削工法は、上部半断面掘削工法。久礼坂地区の旧道区間は、ヘアピンカーブが多く、見通しが悪い状態であった、そこで、通称、七子峠までの標高差300 mを線形を良くするため、橋梁10箇所、トンネル4箇所を施工したものである。
- 1970年（昭和45年）3月25日：愛媛県北宇和郡吉田町と東宇和郡宇和町間（法華津地区）改築完了[14]。
- 1971年（昭和46年）3月：愛媛県東宇和郡宇和町鳥坂と大洲市札掛間（鳥坂・札掛地区）改築完了[15]。
- 1972年（昭和47年）3月14日：愛媛県内の一次改築を完了[14]。
- 1972年（昭和47年）7月25日：高知県内の一次改築を完了[16]。
- 1976年（昭和51年）3月22日：愛媛県内、城辺御荘バイパス供用開始[17]。
- 1978年（昭和53年）3月25日：高知県内、窪川バイパス完成[17]。
- 1979年（昭和54年）4月1日：愛媛県内、松尾峠局改完成[18]。
- 1986年（昭和61年）9月25日：愛媛県内、一本松城辺局改完成[19]。
- 1992年（平成4年）12月18日：愛媛県内、内海ふれあいトンネル完成[20]。
- 1994年（平成6年）11月10日：高知県内、桑田山局改完成[21]。
- 2002年（平成14年）3月29日：高知県内、春野拡幅完成[22]。
- 2007年（平成19年）3月24日：宿毛一本松改良完成。
- 2009年（平成21年）1月10日：高知県内、須崎道路の一般道路部分が全線開通。

### 災害について
- 1981年（昭和56年）6月6日：高知県高岡郡中土佐町久礼の久礼坂で10,000立米におよぶ崩壊が発生、6月15日まで全面通行止め[23]。
- 1995年（平成7年）7月4日：午前7時半頃大洲市東大洲付近で肱川の増水に伴い冠水が始まり、8時半頃には増水のため通行不能となった。大洲道路、大洲市松ヶ花 - 東大洲間で車両約100台が水没した。通行が再開されたのは5日19時であった。

## 路線状況

### バイパス
高規格道路（四国横断自動車道に並行する自動車専用道路）
- 須崎道路
- 窪川佐賀道路
- 片坂バイパス
- 佐賀大方道路
- 大方四万十道路
- 中村宿毛道路
- 宿毛内海道路
- 津島道路
- 宇和島道路
- 大洲道路

高知県内
- 土佐道路
- 春野拡幅
- 土佐市バイパス
- 窪川局改
- 大方改良（2019年3月24日開通[24]）

愛媛県内
- 増田視距改良
- 一本松町改良
- 一本松・城辺局改
- 城辺御荘バイパス
- 松尾峠局改
- 伊予道路

### 別名
- 電車通り（高知市内のとさでん交通伊野線との並走区間）
- 中村街道
- 宿毛街道
- 宇和島街道
- 大洲街道

### 重複区間
- 国道32号・国道55号・国道195号・国道493号（高知県高知市本町・県庁前交点（起点） - 高知市知寄町・知寄町一丁目交点）
- 国道197号（高知県高知市本町・県庁前交点（起点） - 須崎市・下分甲交点）
- 国道381号（高知県須崎市 - 高岡郡四万十町・古市町交点）
- 国道320号（高知県宿毛市宿毛 - 愛媛県宇和島市栄町港・栄町港交点）
- 国道197号（愛媛県大洲市北只・青年の家入口交点 - 大洲市中村・肱川橋交点）
- 国道380号（愛媛県大洲市北只・青年の家入口交点 - 喜多郡内子町内子・内子交差点）

### 道路施設

#### 橋梁
- 鏡川大橋（橋長337.0m、幅29.0m）1981年度（昭和56年度）完成
- 河ノ瀬高架橋
- 河ノ瀬橋
- 仁淀川大橋（橋長633 m、幅員11.5 m）1965年度（昭和40年度）完成
- 純信橋 (橋長22.7 m、幅員7.5 m) [25] 1960年（昭和35年）3月完成
- 久礼坂大橋（橋長100 m、幅員8.0 m）1970年度（昭和45年度）完成
- 中村大橋
- 渡川大橋（橋長495 m、幅員7.25 m) 1975年度（昭和50年度）完成
- 新宿毛大橋（橋長532 m、幅員10.5 m）1989年度（平成元年度）完成
- 津島大橋（橋長157.3 m、幅員7.0 m）1963年度（昭和38年度）完成[26]
- 礼掛橋
- 肱川橋（橋長180 m、幅員12.0 m）1961年度（昭和36年度）完成[27]
- 犬寄大橋（橋長105 m、幅員8.0 m）1969年度（昭和44年度）完成
- 出合大橋

#### トンネル
- 筆山トンネル（延長509m、幅10.0m）1994年度（平成6年度）完成
- 新筆山トンネル（延長569m、幅10.7m）2006年度（平成18年度）完成
- 荒倉トンネル（延長539m、幅10.7m）1954年度（昭和29年度）完成
- 新荒倉トンネル（延長553m、幅9.0m）1972年度（昭和47年度）完成
- 新名古屋トンネル（延長378m、幅9.7m）1994年度（平成6年度）完成[28]
- 吾桑トンネル（延長598 m、幅10.75 m）1983年度（昭和58年2月）完成
- 城山トンネル（延長421 m、幅11.0 m）2008年度（平成20年10月）完成
- かわうそトンネル（延長301 m、幅11.0 m）2006年度（平成18年7月）完成
- 角谷トンネル（延長420 m、幅8.0 m）1967年度（昭和42年度）完成[29]
- 久保宇津トンネル（延長130 m、幅8.0m ) 1967年度（昭和42年9月）完成
- 安和トンネル（延長245 m、幅8.0 m）1967年度（昭和42年度）完成[29]
- 焼坂トンネル（延長966 m、幅7.3 m）1969年度（昭和44年度）完成[30]
- 久礼坂第三トンネル（延長184 m、幅8.0 m）1969年度（昭和44年度）完成[28]
- 久礼坂第四トンネル（延長208 m、幅8.0 m）1970年度（昭和45年度）完成
- 窪川トンネル（延長280 m、幅10.2 m）1977年度（昭和52年11月）完成[28]
- 片坂第2トンネル（延長137 m、幅8.1 m）1971年度（昭和46年度）完成[28]
- 横浜トンネル（延長624 m、幅9.5 m）1997年度（平成9年6月）完成
- 井の岬トンネル（延長315 m、幅7.3 m）1969年度（昭和44年3月）完成[28]
- 伊田トンネル（延長172 m、幅7.3 m）1968年度（昭和43年10月）完成[28]
- 逢坂トンネル（延長212 m、幅9.9 m）1992年度（平成4年2月）完成[28]
- 与市明トンネル（延長215 m、幅11.0 m）1992年度（平成4年3月）完成
- 宿毛トンネル（延長256.7 m、幅8.0 m）1971年度（昭和46年11月）完成
- 正木トンネル（延長226 m、幅9.5 m）2006年度（平成18年3月）完成
- 一本松ずい道（延長395 m、幅8.0 m）1972年度（昭和47年3月）完成
- 蓮乗寺トンネル（延長604 m、幅10.3 m）1986年度（昭和61年1月）完成[31]
- 城辺トンネル（延長532 m、幅10.0 m）1974年度（昭和49年12月）完成
- 内海隧道（延長858.6 m、幅8.0 m）1970年度（昭和45年9月）完成[31]
- 鳥越隧道（延長258.6 m、幅7.8 m）1971年度（昭和46年3月）完成[31]
- 大場の鼻トンネル（延長161.2 m、幅7.8 m）1971年度（昭和46年2月）完成[28]
- 嵐坂隧道（延長307.5 m、幅8.0 m）1970年度（昭和45年3月）完成[31]
- 松尾トンネル（延長1710 m、幅9.2 m））1978年度（昭和53年6月）完成[31]
- 第一白浦トンネル（延長190 m、幅8.0 m）1970年度（昭和45年3月）完成
- 第二白浦トンネル（延長100 m、幅8.0 m）1970年度（昭和45年3月）完成
- 第四白浦トンネル（延長167 m、幅8.0 m）1970年度（昭和45年3月）完成
- 第一玉津トンネル（延長137 m、幅8.0 m）1970年度（昭和45年3月）完成
- 第二玉津トンネル（延長235 m、幅8.0 m）1970年度（昭和45年3月）完成
- 第四玉津トンネル（延長116.6 m、幅8.0 m）1970年度（昭和45年3月）完成
- 第五玉津トンネル（延長109 m、幅8.0 m）1970年度（昭和45年3月）完成
- 法華津隧道（延長1320 m、幅8.0 m）1970年度（昭和45年3月）完成[31]
- 鳥坂隧道（延長1117 m、幅8.0 m）1971年度（昭和46年3月）完成[31]
- 大洲隧道（延長270 m、幅8.0 m）1968年度（昭和43年度）完成
- 東峰隧道（延長106 m、幅8.5 m）1970年度（昭和45年度）完成[28]
- 犬寄隧道（延長749.4 m、幅8.5 m）1970年度（昭和45年3月）完成

#### 道の駅
- 高知県
  - かわうその里すさき（須崎市）
  - あぐり窪川（高岡郡四万十町）
  - ビオスおおがた（幡多郡黒潮町）
  - なぶら土佐佐賀（幡多郡黒潮町）
- 愛媛県
  - みしょうMIC（南宇和郡愛南町）
  - なかやま（伊予市）

## 地理

### 通過する自治体
- 高知県
  - 高知市 - 土佐市 - 須崎市 - 高岡郡中土佐町 - 高岡郡四万十町 - 幡多郡黒潮町 - 四万十市 - 宿毛市
- 愛媛県
  - 南宇和郡愛南町 - 宇和島市 - 西予市 - 大洲市 - 喜多郡内子町 - 伊予市 - 伊予郡松前町 - 松山市

### 交差する道路
- 高知県
  - 国道32号・国道33号（高知市起点）（※国道32号重複＝国道55号・国道195号・国道197号・国道493号、国道33号重複＝国道194号）
  - 国道197号（須崎市）
  - 13 土佐IC - E56 高知自動車道（土佐市）
  - 国道494号、14 須崎東IC - E56 高知自動車道（須崎市）
  - 国道381号（須崎市 - 高岡郡四万十町）
  - 国道439号（四万十市）（※国道439号重複＝国道441号）
  - 国道321号（四万十市）
  - 国道321号（宿毛市）
- 愛媛県
  - 西海有料道路（南宇和郡愛南町）
  - 国道320号（宇和島市）（※国道320号重複＝国道381号）
  - 国道378号（宇和島市）
  - 国道197号（大洲市）（※八幡浜市方面国道197号重複＝国道380号）
  - 国道441号、20 大洲南IC（大洲道路）・16 大洲IC - E56 松山自動車道（大洲市）
  - 国道379号（喜多郡内子町）（※国道379号重複＝国道380号）
  - 15 内子五十崎IC - E56 松山自動車道（喜多郡内子町）
  - 国道378号、11 伊予IC - E56 松山自動車道（伊予市）
  - 国道11号（松山市終点）（※国道11号重複＝国道33号・国道317号・国道379号・国道440号・国道494号）

### 主な峠
- 七子峠（標高293 m）: 高知県高岡郡中土佐町 - 高知県高岡郡四万十町
- 片坂（標高240 m）: 高知県高岡郡四万十町 - 高知県幡多郡黒潮町
- 知永越（標高100 m）: 愛媛県宇和島市
- 法華津峠（標高230 m）: 愛媛県宇和島市 - 愛媛県西予市
- 鳥坂峠（標高470 m）: 愛媛県西予市 - 愛媛県大洲市
- 犬寄峠（標高250 m）: 愛媛県伊予市

## ギャラリー

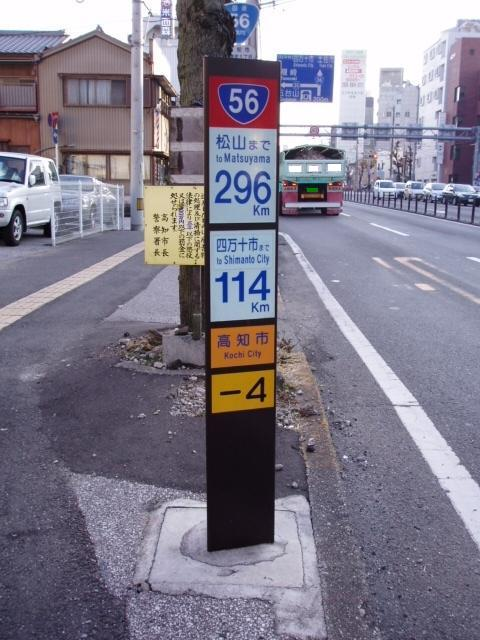
マイナス4キロポスト（高知市南宝永町）
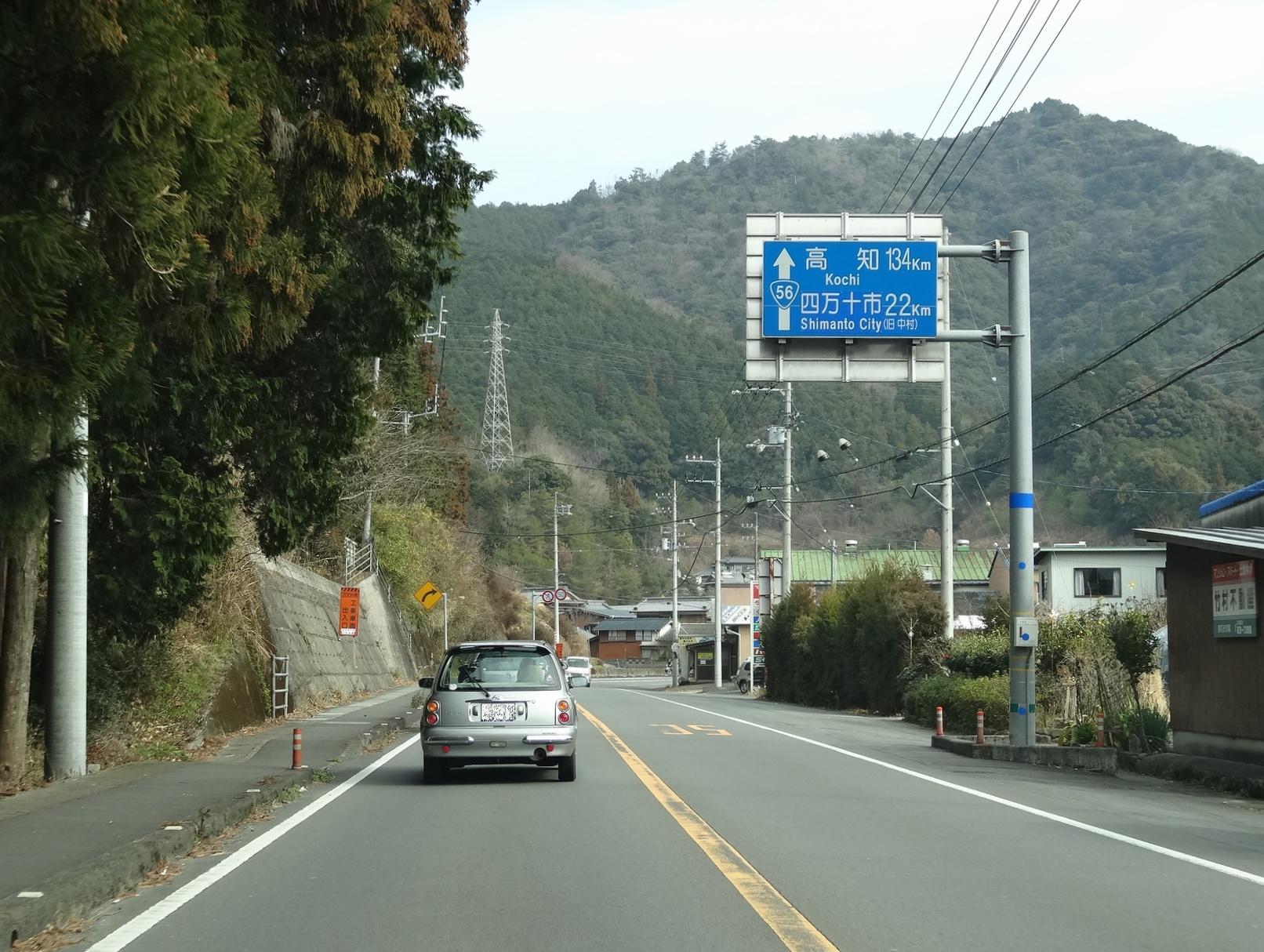
高知県宿毛市（高知方面）
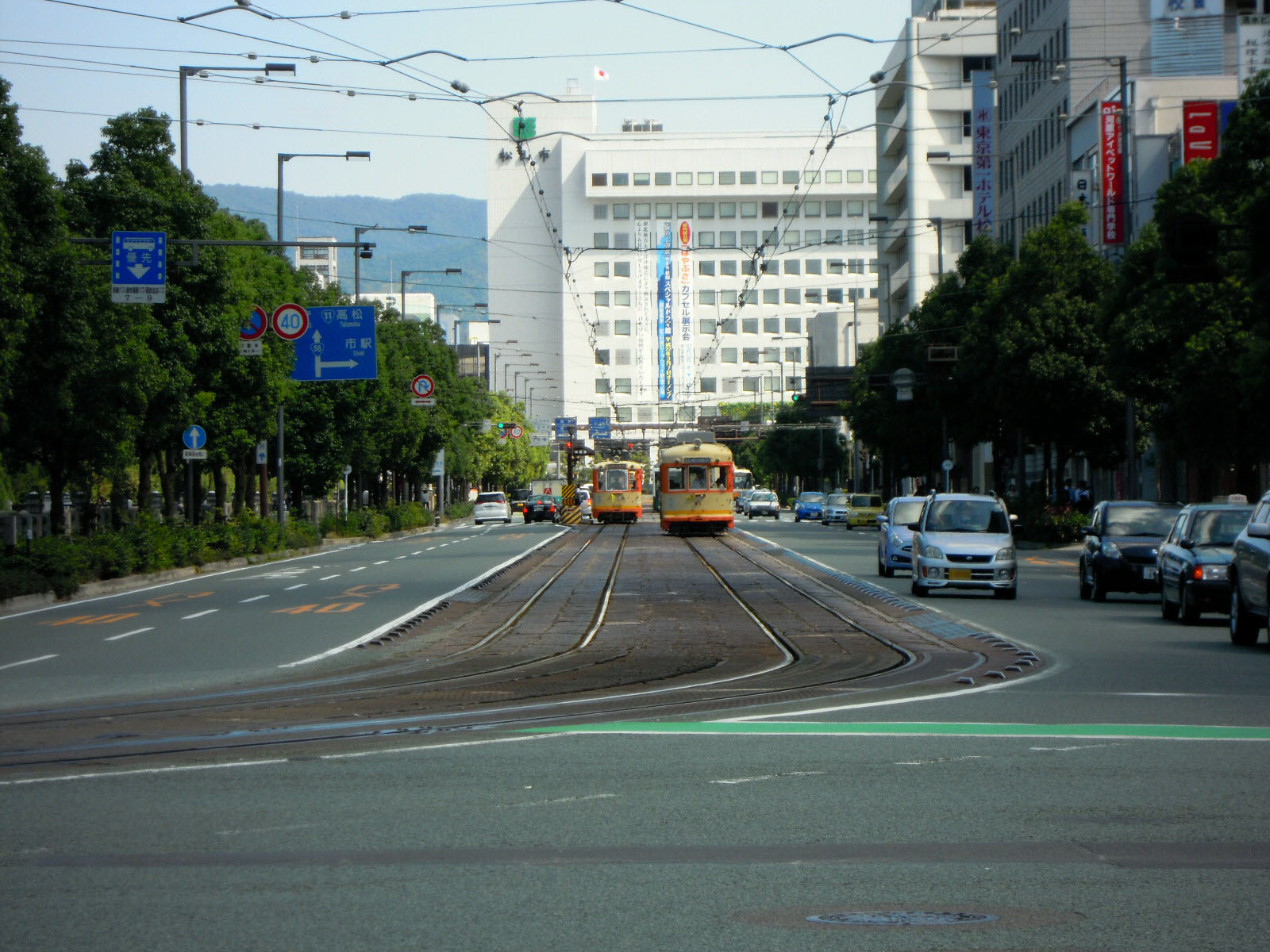
愛媛県松山市西堀端通り
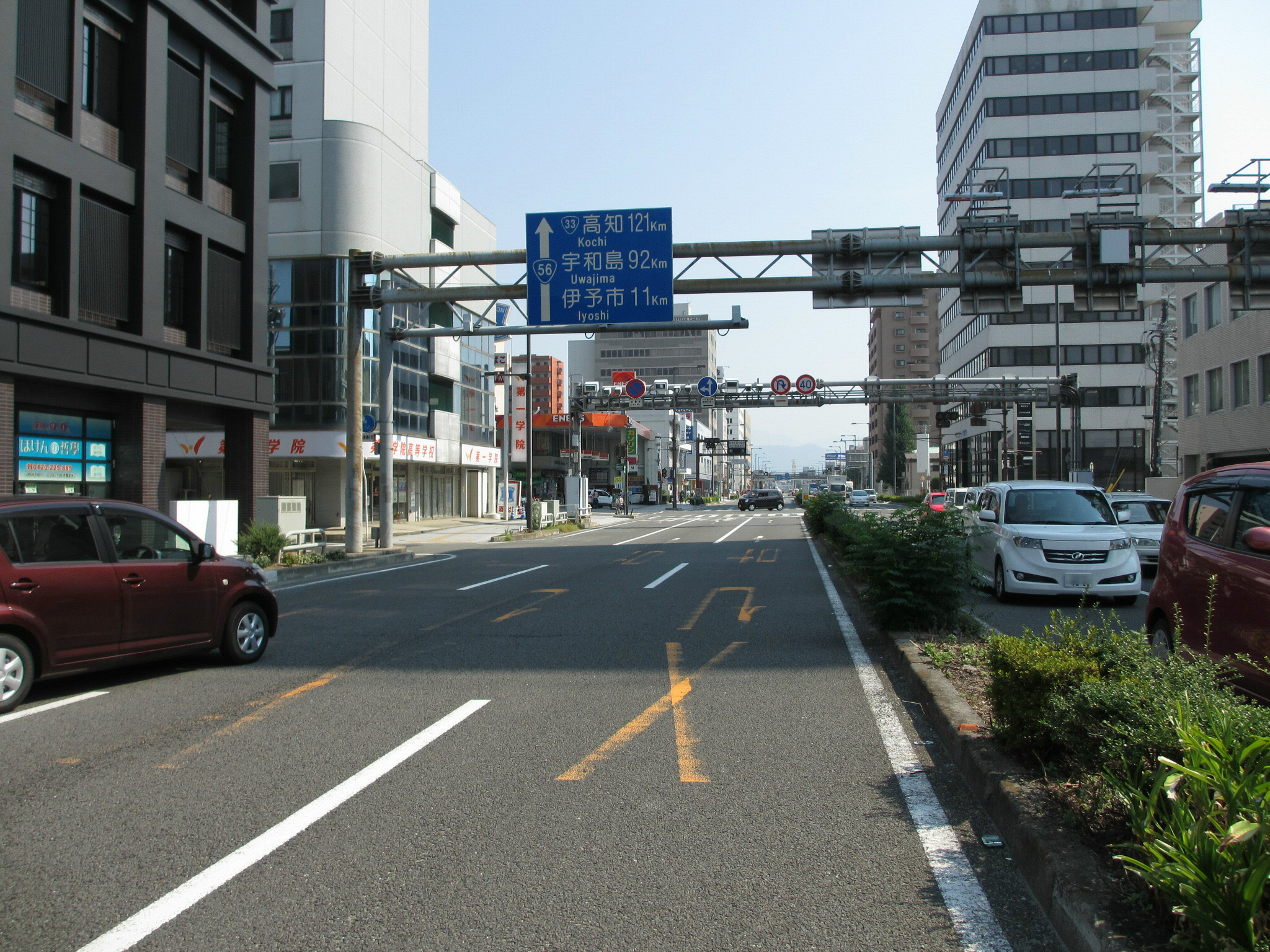
愛媛県松山市南堀端町